# البثيث
البثيث؛ حلوى شعبية تسمى أيضًا البسيسة، يعد التمر أهم مكوناتها، وتقدم للضيافة مع القهوة.

## مكوناتها
مكونات البثيث الأساسية هي:
- التمر.
- الدقيق الأسمر.
- السمن.[1]

## طريقة تحضيرها
يحضر البثيث بالطريقة الآتية:
- يهرس التمر بعد إزالة النوى منه بقليل من الماء.
- يحمص الدقيق إلى أن يحمر ثم يضاف إلى التمر.
- يعجن الخليط حتى يتماسك ويضاف إليه مسحوق الهال وغيرها من المنكهات بحسب الرغبة.
- يضاف إليها السمن البلدي.
- يكور العجين ويغطى بالسمسم المحمص أو بمبشور النارجيل.[1]

## وصلات خارجية
- حلوى البثيث ماذا تعرف عنها؟
- «البثيث» صنف من الحلويات يعتمد على التمر
- سفرة يدوه - ( البثيث)
- طريقة الخبيص والعصيد والبثيث